# Katedra českého jazyka a literatury Pedagogické fakulty Univerzity Hradec Králové

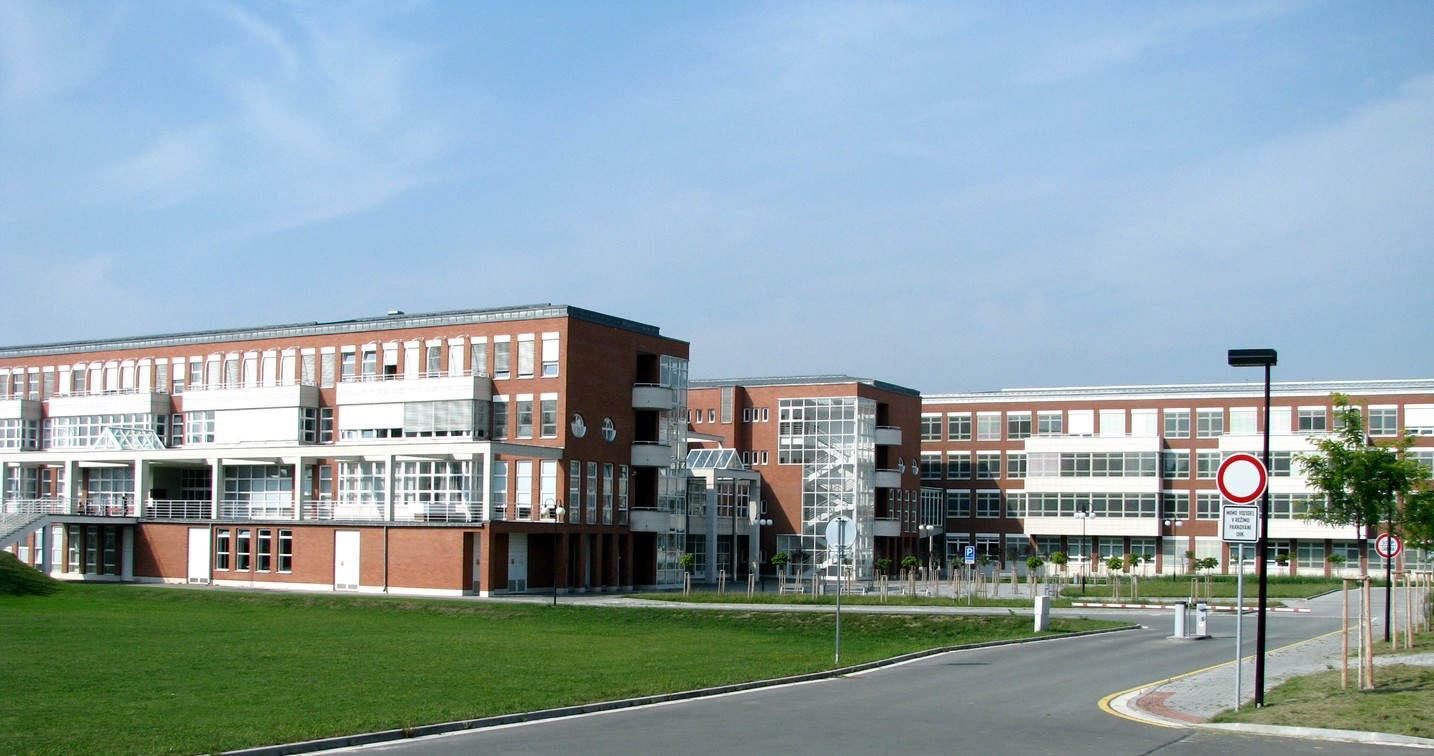
Vznikající kampus univerzity "Na Soutoku"

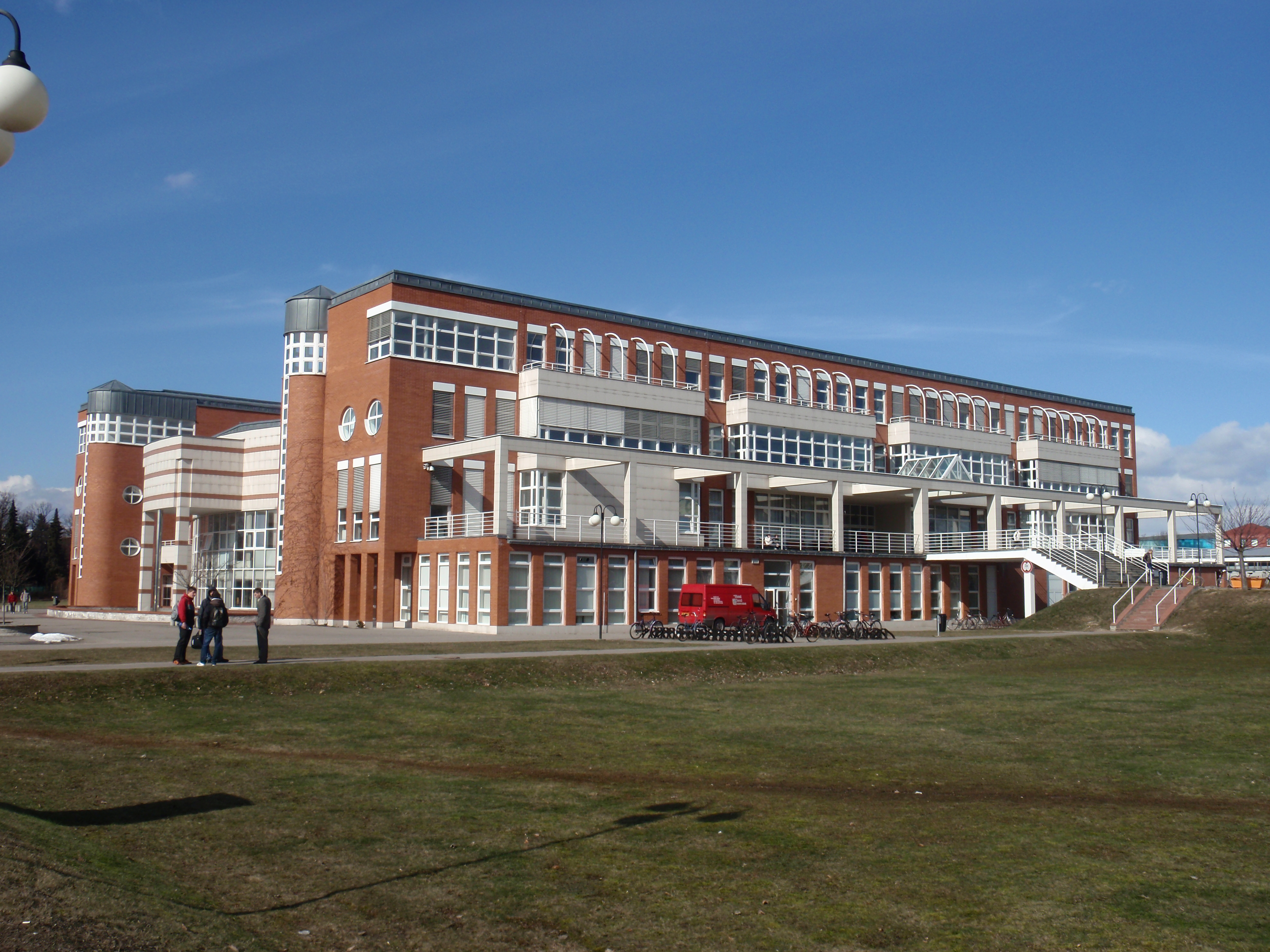
Budova A Univerzity Hradec Králové

Katedra českého jazyka a literatury Pedagogické fakulty Univerzity Hradec Králové je jednou z devatenácti kateder Pedagogické fakulty Univerzity Hradec Králové.
Hlavním cílem jejího působení je dodat studentům potřebné znalosti v oblasti českého jazyka a literatury. Jako součást pedagogické fakulty zajišťuje katedra především přípravu učitelů pro různé stupně škol - od učitelství mateřských škol, přes učitelství obou stupňů základní školy, po učitelství pro střední školy.
Katedra nabízí i dva neučitelské tříleté bakalářské obory. Od roku 1999 zde existuje obor Jazyková a literární kultura, který je vyučován v prezenční a od akademického roku 2007/2008 i v kombinované formě a nově se v akademickém roce 2009/2010 otevřel obor Literární dokumentaristika a teorie čtenářství. Tento obor má zatím pouze prezenční formu. Studium je zaměřeno na získání hlubších a v praxi dobře uplatnitelných vědomostí a dovedností z oboru jazyka, literatury, sociologie kultury, edičních zásad, mezioborových kulturních a uměleckých souvislostí. Absolventi nacházejí uplatnění v oblasti masových komunikačních médií, knihoven, nakladatelství, literárních archivů, kulturních a uměleckých institucí a legislativy.
Pětiletá magisterská učitelská studia jsou postupně od akademického roku 2008/2009 nahrazována tříletými bakalářskými obory a dvouletými navazujícími magisterskými obory.

## Studijní obory
Katedra českého jazyka a literatury zajišťuje a garantuje výuku těchto studijních oborů:
- Specializace v pedagogice – Český jazyk se zaměřením na vzdělávání
- Učitelství pro střední školy – Český jazyk
- Učitelství pro základní školy – Český jazyk
- Mediální a komunikační studia – Jazyková a literární kultura
- Mediální a komunikační studia – Literární dokumentaristika
- KČJL také zajišťuje předměty z českého jazyka a literatury pro obory Učitelství 1. stupně a Specializace v pedagogice – Učitelství pro mateřské školy.

Studium výše zmíněných oborů zahrnuje vzdělání v disciplínách jazykových i literárních. Během studia je možná praxe. Absolventi by po ukončení studia měli mít možnost uplatnit se nejen v pedagogické sféře, ale například i ve státní správě, knihovnách, archivech, médiích apod.

## Jiná činnost
V prostorách katedry nalezneme také pobočky Jazykovědného sdružení AV ČR a Literárněvědné společnosti.
Rozsáhlá pedagogická činnost není jedinou činností pracovníků katedry. KČJL vydává odborný zpravodaj Češtinář (šéfredaktor PhDr. Jiří Zeman, Ph.D.) a periodikum určené pro studentskou tvorbu Viselec (šéfredaktorka PhDr. Nella Mlsová, Ph.D.). Tisk a grafiku periodik i některých publikací zajišťuje univerzitní nakladatelství Gaudeamus.
Mezi další činnosti, na kterých se katedra podílí, patří například organizace Literárních dílen ve spolupráci se Studijní a vědeckou knihovnou v Hradci Králové. Ve vědecké činnosti se rozvíjí spolupráce s partnerskými pracovišti v České republice a v zahraničí (Polsko, Slovensko) Katedra českého jazyka a literatury se též podílí na pořádání konferencí a seminářů, které mívají i mezinárodní účast.